# Amigo Meir
Amigo Meir (18. század) zsidó történelmi személy.

## Élete
Konstantinápolyban született, Temesváron halt meg. Más szefárd zsidókkal együtt Törökországból vándorolt be, miután letelepedésüket az 1718-as Pozsareváci béke engedélyezte. A Bécsben élő nagy tekintélyű marannus, Don Diego de Aguilar kineveztette Amigot a dohánymonopólium főfelügyelőjének Temesvárra, ahol a monarchia legjelentékenyebb szefárd közössége volt Bécs után. Amigo királyi engedéllyel zsinagógát építtetett, bőkezűségéért a helyi közösség „rey chico”-nak, kiskirálynak nevezte.
Eközben Amigo protektora, Aguilar nyíltan visszatért a zsidó vallásra Bécsben, ami miatt a madridi püspök annyira felbőszült, hogy rávette Mária Teréziát a zsidók Bécsből való kiűzésére 1748-ban. Erre végül nem került sor, mert Aguilar Amigo közvetítésével rábírta a török nagyvezír bizalmi emberét, a szintén szefárd Jehuda Baruchot, hogy ebben az esetben hasonlóképp járjon el a Törökországban élő osztrák alattvalókkal szemben. Maga Aquilar Londonba ment, azinban Amigo továbbra is Temesváron maradt, mint az ottani zsidó közösség legtekintélyesebb embere.
Fia, Amigo József és testvére, Amigo Jehuda, valamint ez utóbbi fiai, Amigo Isaac és Menáchem szintén jelentékeny tagjai voltak a temesvári közösségnek, amelyet magas korban bekövetkezett halálukig vezettek. Amikor az 1791. osztrák-török békekötés alkalmával a törökök a belgrádi zsidóságot elűzték, ezek Temesvárra menekültek, s a két Amigo testvér, Amigo Meir unokaöccsei segítették a segélyezést, amelyben vezető részük volt.